# Ingeborg Boggesdotter
Ingeborg Boggesdotter i Högnalöff, död i februari 1619, var en svensk kvinna som avrättades för häxeri. Det vittnesmål hon avgav tillhör de första vittnesmålen om Blåkulla och häxsabbat i Sverige. 

## Rättegången
Ingeborg Boggesdotter ställdes 3 augusti 1618 inför rätta i Uråsa socken anklagad för att ha utfört en rad handlingar med hjälp av trolldom. 
Hon bad själv om att få utsättas för vattenprovet, eftersom hon trodde att det skulle bevisa hennes oskuld. Detta beviljas, och inför hundratals vittnen sågs hon flyta som en gås på vattnet och komma upp lika torr som hon slängts i. Det anses troligt, att hon efter detta utsattes för tortyr, även om det inte nämns i dokumenten. 
Ingeborg Boggesdotter erkände då att hon använt magi, och att hon hade förtrollat fähusdörren, vilket gjorde gårdskvinnan Segred Månssesdotter sjuk i sex år innan hon dog. Den berömde häxjägaren mäster Håkan, som dömt Elin i Horsnäs 1611, drog inför rätten ned hennes kläder och demonstrerade att hon hade ett rött märke mellan skuldrorna, som tolkades som djävulens märke.  
Ingeborg Boggesdotter försvarade sig med att hon hade lärt sig trolldomen av Elin Essbiörns. Elin hade kommit och gett henne ett betsel och bett henne att sätta det på en kalv. Då hon gjorde det hade hon flugit raka vägen bort till Blåkulla där Satan satt och häxorna satt till bords tillsammans med smådjävlarna och drack och kysste varandra. Vid Satans sida satt den främsta häxan och en puke (smådjävul). Varje häxa hade en djävul till bordskavaljer, och hennes hette Lazarus. Hon gavs också flera gårdar i förläning, som hon hade rätt att hädanefter skicka mjölkharar, bjäror, till. Tre dagar efter detta hade hon mött Djävulen i skogen. Han hade frågat henne om hon ville tjäna honom, och hon hade fallit på knä, tagit hans hand och haft samlag med honom. Han hade sedan givit henne häxmärket, som han sedan dess hade sugit blod ur då hon sov. Efter detta hade de hade gjort bjäror av stubbar tillsammans innan han gett sig av.  
Elin tillkallades och förnekade anklagelsen. Eftersom hon inte kunde få sina grannar att svära henne fri, bedömde rätten att hennes dåliga rykte berättigade att hon skulle föras till Kalmar och utsätts för vattenprovet.
Den sista dagen försökte Ingeborg Boggesdotter ta tillbaka sin bekännelse. Hon talade då i tungor så ingen kunde höra vad hon sade. Rätten bedömde att djävulen förvirrade henne, och bad alla att be för att hon ska kunna säga sanningen. Hon tar då tillbaka förnekandet och bekräftar sin tidigare bekännelse och att Satan och Lazarus hade förvirrat henne.

## Avrättningen
Ingeborg Boggesdotter avrättades i februari 1619. Dokumentet anger att hon blev "avbränt". Fram till år 1640, var det enligt svensk lag tillåtet att avrätta människor genom levande bränning utan föregående halshuggning. Endast ett fåtal fall av levande bränning är dock bekräftade i Sverige, varav två efter 1640. Det är teoretiskt möjligt, men obekräftat, att Ingeborg Boggesdotter brändes levande.

## Eftermäle
Fallet mot Ingeborg Boggesdotter blev föremål för en roman, Häxan i Uråsa av Harry Sjöman, 1979.